# Barttasse
Barttasse (ang. moustache cup, fr. tasse à moustache) – naczynie, najczęściej ceramiczne, rodzaj kubka służący do picia napojów przez mężczyzn posiadających wąsy. Produkowane były w drugiej połowie XIX wieku i pierwszym dwudziestoleciu XX wieku.  

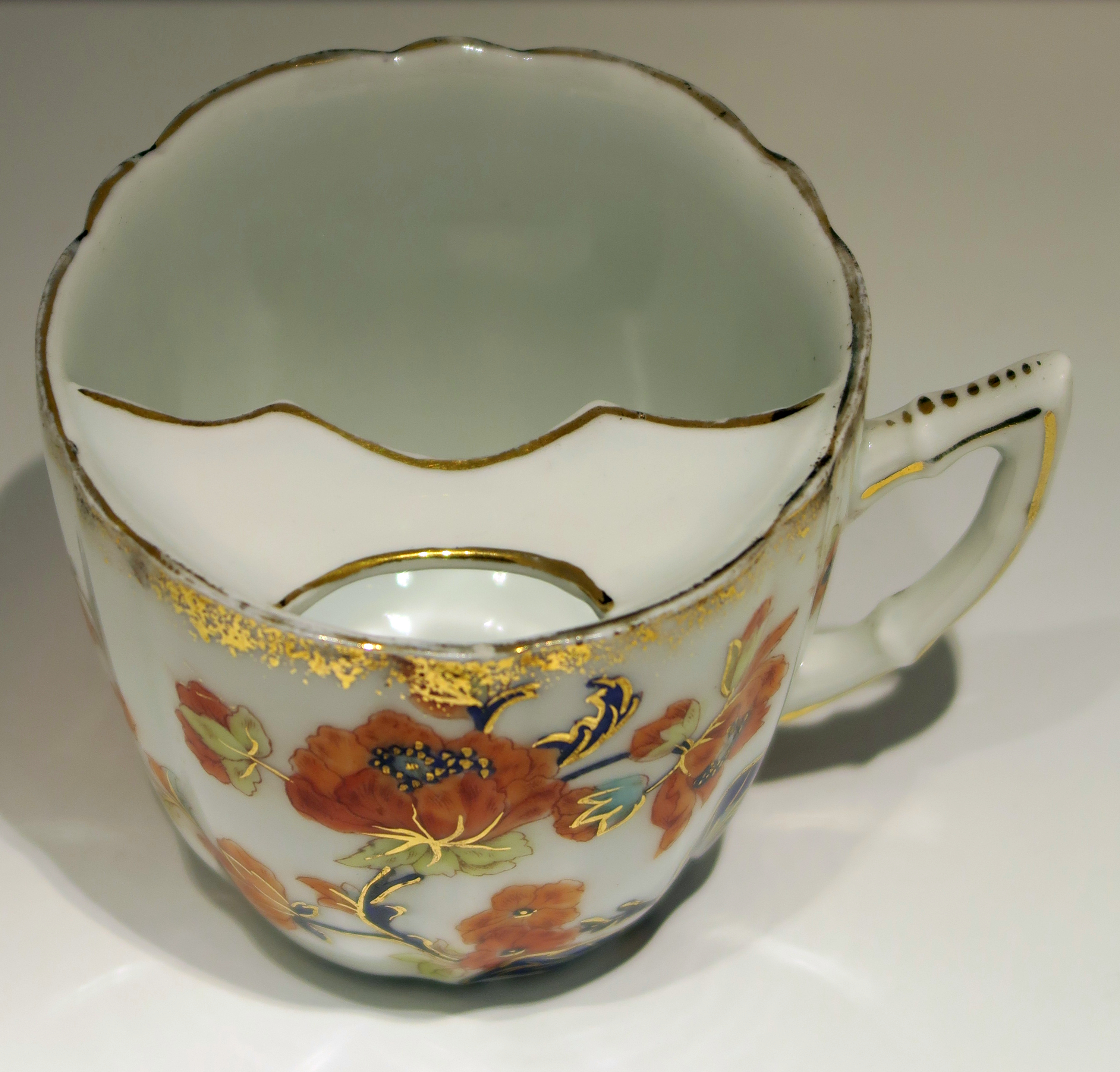
Barttasse z fabryki porcelany w Tirschenreuth, rok produkcji 1880

Barttasse różni się od tradycyjnych kubków tym, że posiada poziomy pasek z ceramiki poniżej punktu, w którym usta są zwykle umieszczone podczas picia. Pozwalało to podczas picia gorących napojów chronić wąsy, które w czasach produkcji naczynia mężczyźni pokrywali pomadą lub czernidłem, albo usztywniali woskiem lub gumą arabską. Barttasse były wykonywane przede wszystkim z porcelany, rzadziej z ceramiki lub srebra. Naczynia te były rozpowszechnione w kulturach anglosaskiej, francuskiej, niemieckiej i północnoamerykańskiej w latach 1860-1920. Współcześnie, w związku z powracającą modą męską na posiadanie zarostu, naczynia te są pożądanymi przedmiotami kolekcjonerskimi. Do najbardziej znanych zalicza się barttasse wyprodukowane w fabrykach porcelany w Derby, Miśni, Limoges czy Imari.
Pierwszy znany kubek dla wąsatych mężczyzn pochodził z warsztatu angielskiego garncarza Harveya Adamsa z Longton w Wielkiej Brytanii, który dokonał tego wynalazku w 1860 roku. Był właścicielem fabryki porcelany i odniósł wielki sukces dzięki swojej innowacji, dzięki czemu wkrótce wielu garncarzy na całym świecie wytwarzało kubki dla wąsatych na podstawie jego modelu.